# Hedong, Fujian
Hedong (kinesiska: 河东) är en socken i sydöstra Kina. Den ligger i Songxi härad i staden Nanping i provinsen Fujian, omkring 170 kilometer norr om provinshuvudstaden Fuzhou. Antalet invånare är 12 322. Befolkningen består av 6 052 kvinnor och 6 270 män. Barn under 15 år utgör 17,0 %, vuxna 15-64 år 72 %, och äldre över 65 år 9,0 %.